# Constantin Radu (canotor)
Constantin Radu (n. 26 aprilie 1996, Suceava, România) este un canotor român. Acest canotor român este recunoscut internațional în orașul Liteni, fiind cetățean de onoare a comunei Corni, comuna în care s-a născut, primind și cheia comunei.

## Carieră
Cu echipajul de 8+1 a câștigat medalia de bronz la Campionatele Europene din 2018. La Campionatele Europene din 2020 și la Campionatele Europene din 2021 a devenit vicecampionul european. A concurat pentru România la proba masculină de opt la Jocurile Olimpice de vară din 2020.